# Suvorexant
Suvorexant, được bán dưới tên thương mại Belsomra, là một loại thuốc để điều trị chứng mất ngủ. Nó có hiệu quả đối với chứng mất ngủ, ít nhất là trong bốn tuần và so với giả dược.
Suvorexant là một chất đối vận thụ thể orexin kép (DORA) được lựa chọn bởi Merck & Co. Nó đã được Cục Quản lý Thực phẩm và Dược phẩm Hoa Kỳ (FDA) phê duyệt để bán vào ngày 13 tháng 8 năm 2014. Mỹ Quản trị chống ma túy (DEA) đã đặt nó trên danh sách lịch IV chất kiểm soát, vì nó có thể dẫn đến sự phụ thuộc về thể chất hoặc tâm lý hạn chế sự phụ thuộc tương đối so với các loại thuốc hoặc các chất khác trong lịch III. Khả năng phụ thuộc tâm lý tương tự như của zolpidem.
Thuốc ban đầu được phát hành vào tháng 11 năm 2014 tại Nhật Bản , sau đó đến Hoa Kỳ vào tháng 2 năm 2015  và Úc vào tháng 11 năm 2016.

## Sử dụng trong y tế
Suvorexant được sử dụng để điều trị chứng mất ngủ, đặc trưng bởi những khó khăn khi khởi phát giấc ngủ và/hoặc duy trì giấc ngủ.
Không rõ làm thế nào thuốc so sánh với những người khác được sử dụng cho chứng mất ngủ vì không có so sánh đã được thực hiện. Người ta cũng không rõ liệu thuốc này có an toàn ở những người có tiền sử nghiện hay không, vì họ đã bị loại khỏi các thử nghiệm lâm sàng của suvorexant.

## Tác dụng phụ
Khiếu nại phổ biến nhất về thuốc là từ những người dùng báo cáo rằng nó không giúp họ ngủ. Một số người báo cáo rằng loại thuốc này gây ra rối loạn giấc ngủ như ác mộng, khủng bố giấc ngủ hoặc giấc mơ bất thường. Những người khác báo cáo rằng loại thuốc này khiến họ tỉnh táo hơn.
Các vấn đề bao gồm buồn ngủ vào ngày hôm sau và các vấn đề với lái xe. Những mối quan tâm khác bao gồm suy nghĩ tự tử.

### Chống chỉ định
Thuốc này không được khuyến cáo ở những người bị suy gan. Loại thai nghén hiện đang được phân loại là Loại C. Dựa trên thử nghiệm trên động vật, thuốc này có thể gây hại cho thai nhi trong thai kỳ và chỉ nên được sử dụng trong thai kỳ nếu lợi ích tiềm năng biện minh cho tác hại tiềm tàng đối với thai nhi. Bằng chứng là không thuyết phục về việc sử dụng thuốc này trong khi cho con bú khiến trẻ có nguy cơ bị tổn hại.
Suvorexant chống chỉ định ở những người được chẩn đoán mắc chứng ngủ rũ.

## Tương tác
Suvorexant không được khuyến cáo nếu mọi người cũng đang dùng thuốc ức chế mạnh men gan CYP3A như itraconazole, lopinavir / ritonavir, clarithromycin, ritonavir, ketoconazole, indinavir / ritonavir hoặc conivaptan. Nếu suvorexant được sử dụng với một loại thuốc ức chế vừa phải enzyme gan CYP3A, như verapamil, erythromycin, diltiazem hoặc dronedarone, nên điều chỉnh liều suvorexant.

## Cơ chế hoạt động
Suvorexant phát huy tác dụng điều trị chứng mất ngủ thông qua sự đối vận của các thụ thể orexin. Hệ thống tín hiệu neuropeptide orexin là một yếu tố thúc đẩy trung tâm của sự tỉnh táo. Ngăn chặn sự gắn kết của neuropeptide orexin A và orexin B đối với thụ thể orexin thụ thể loại 1 (OX 1) và thụ thể orexin loại 2 (OX 2) được cho là để ngăn chặn sự đánh thức. Các nghiên cứu trên động vật báo cáo các mối ái lực liên kết đối với OX 1 (0,55 nM) và OX 2 (0,35 nM).

## Dược động học
Sinh khả dụng của suvorexant là 82%. Nó rất gắn kết với protein. Thực phẩm trì hoãn thời gian để tập trung tối đa. Con đường thải trừ chính là qua phân, với khoảng 66% liều phóng xạ được thu hồi trong phân so với 23% trong nước tiểu. Nửa đời thải trừ được báo cáo là 12 giờ.

## Lạm dụng trách nhiệm pháp lý
Theo Cơ quan Thực thi Ma túy Hoa Kỳ (DEA), suvorexant tạo ra tác dụng củng cố tương tự như của zolpidem ở người và do đó có thể có trách nhiệm lạm dụng tương tự. Do đó, suvorexant đã được chỉ định là chất được kiểm soát theo lịch IV tại Hoa Kỳ theo Đạo luật về các chất bị kiểm soát.